# Ricky Gallon
Richard Alonzo Gallon, detto Ricky (Tampa, 12 marzo 1957 – 10 gennaio 2025), è stato un cestista statunitense, professionista in Italia, Belgio e in Spagna.

## Carriera
Venne selezionato dai Buffalo Braves al terzo giro del Draft NBA 1978 (51ª scelta assoluta).
Con gli Stati Uniti disputò le Universiadi di Sofia 1977.